# Туолслэнг
Музе́й геноци́да «Туо́льслэнг» (кхмер. សារមន្ទីរឧក្រិដ្ឋកម្មប្រល័យពូជសាសន៍ទួលស្លែង) — музей в городе Пномпень (столица Камбоджи), основанный в 1980 году на территории бывшей школы Туоль Свай Прей, которая в период с 1975 по 1979 гг. использовалась Красными кхмерами как «Тюрьма безопасности 21» (មន្ទីរសន្ដិសុខ២១, ស.២១). ទួលស្លែង [tuəl slaeŋ] в переводе с кхмерского означает «Холм ядовитых деревьев» или «Холм стрихнина».

## История
Здание обычной средней школы использовалось режимом «красных кхмеров» со времени их прихода к власти в 1975 году до падения режима в 1979 году в качестве «Тюрьмы безопасности 21» («S-21»). За эти годы через неё прошло приблизительно 17 000 заключённых (некоторые предполагают, что их число было больше 20 000 человек, хотя действительное число неизвестно). 30 марта 2009 года начался судебный процесс над бывшим начальником тюрьмы Канг Кек Иеу, также известным под псевдонимом товарищ Дуть. Ему были предъявлены официальные обвинения в преступлениях против человечества, а также в военных преступлениях, пытках и убийствах. 26 июля 2010 года он был приговорён к 35 годам тюремного заключения. Канг Кек Иеу умер 2 сентября 2020 года в больнице, куда его перевели из тюрьмы, в возрасте 77 лет.
Когда в начале 1979 года контроль над городом Пномпень  получили вьетнамские войска, живыми в S-21 было обнаружено лишь 7 человек. После свержения режима Пол Пота здание тюрьмы оставалось в неизменном состоянии, а в 1980 году там открылся музей. Вход в здание осуществляется с западной стороны 113-й улицы (к северу от 350-й улицы). На бывшем школьном дворе расположены 14 могил — последних жертв, которые были замучены до смерти, в то время как вьетнамские войска приближались к городу. Сегодня родственники бывших узников S-21 проводят в музее экскурсии. Два раза в день в видеозале транслируют фильм с рассказом о тех преступлениях, которые здесь совершались полпотовцами. Туольслэнг открыт для посетителей. Входной билет для иностранцев стоит 5 долларов, для камбоджийцев — вход свободный. Так как поддержка со стороны камбоджийских властей недостаточна, то в основном финансовую помощь музею оказывают родственники жертв, а также некоторые правозащитные организации.

## Галерея

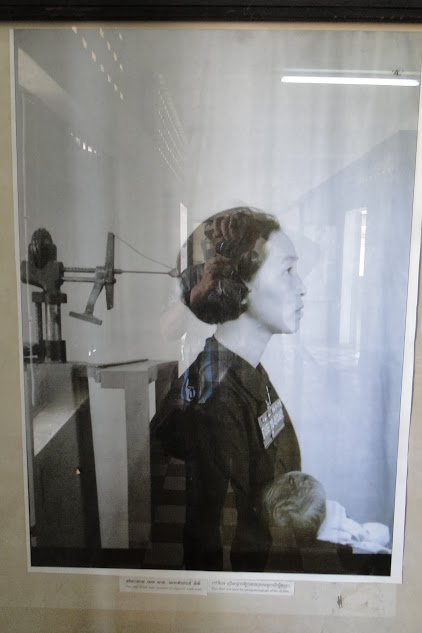
Всех новоприбывших фотографировали
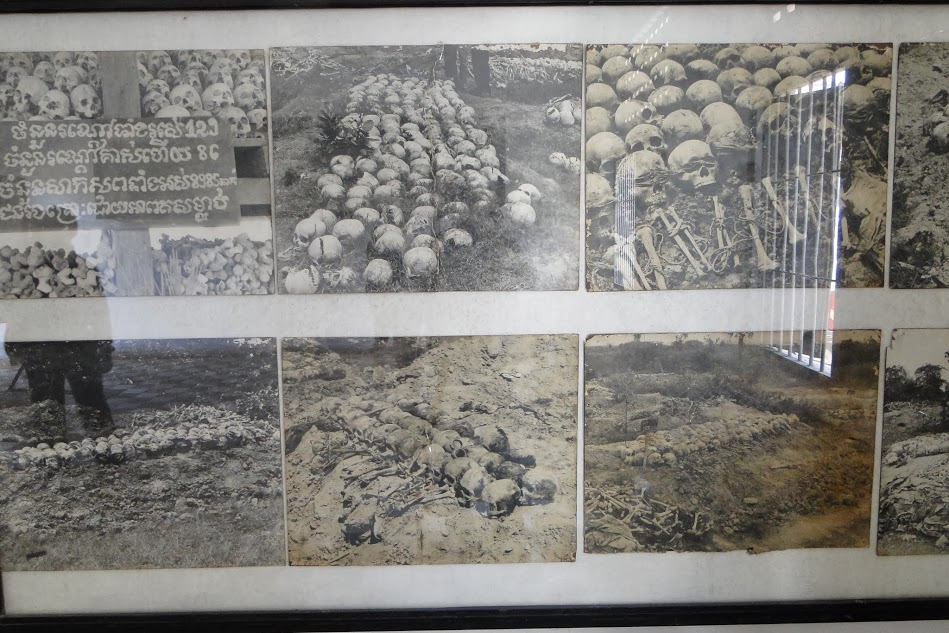
Фото с «Полей смерти», музей S-21
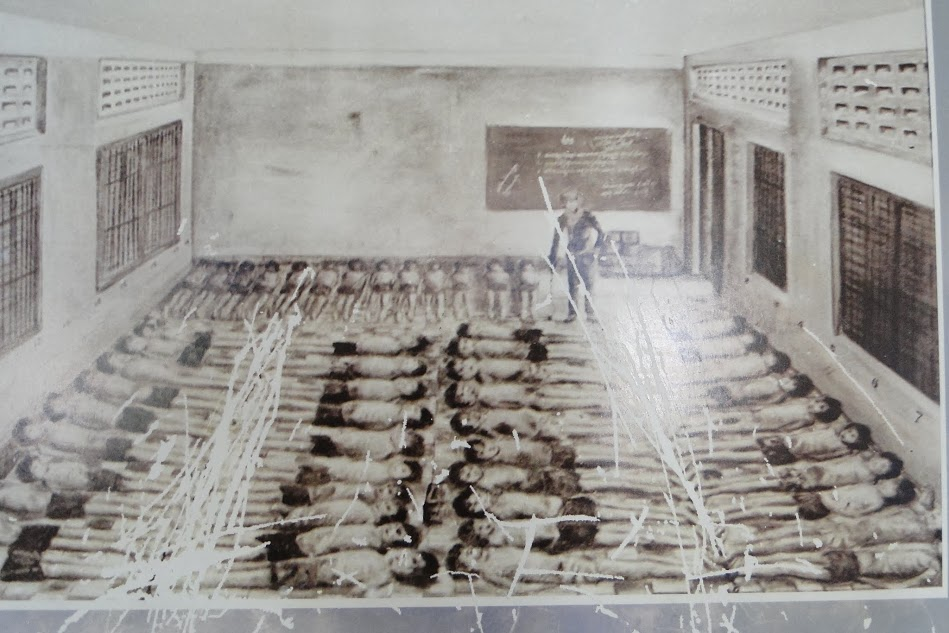
Картина Ван Ната, одного из семи выживших в S-21
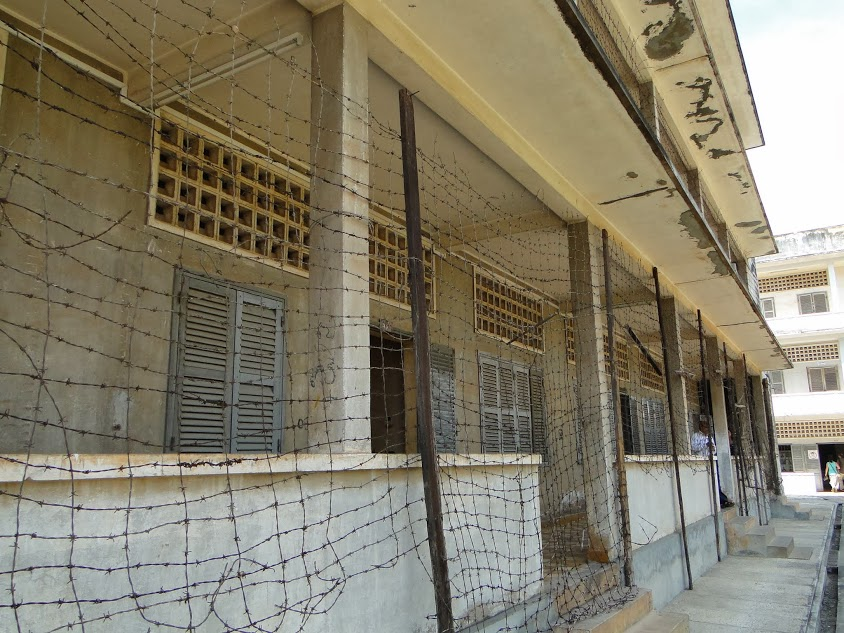
Тюрьма Туольслэнг
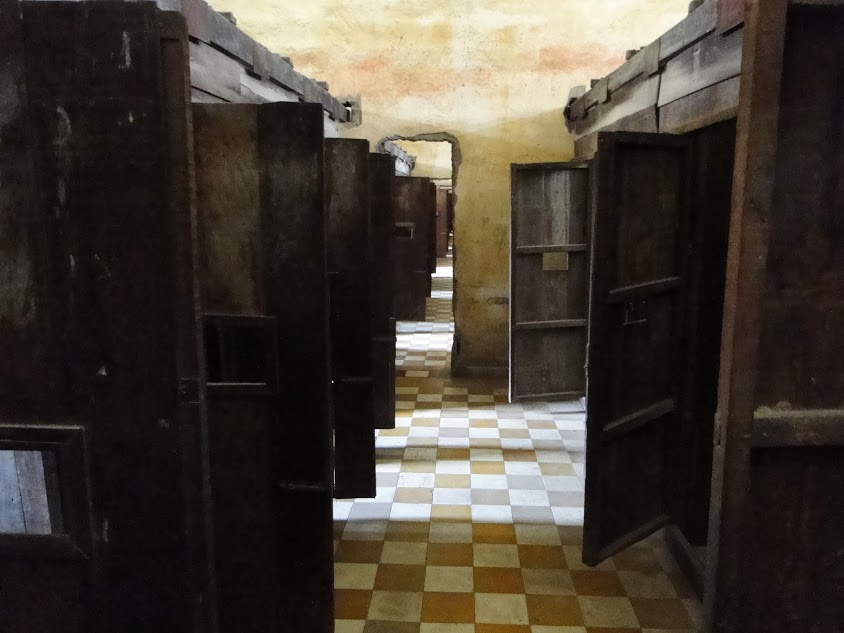
Одиночные камеры, корпус "С"